# Washakie megye
Washakie megye az Amerikai Egyesült Államokban, azon belül Wyoming államban található. Megyeszékhelye és legnagyobb városa Worland. Lakosainak száma 7685 fő (2020. április 1.). Washakie megye Big Horn, Johnson, Natrona, Fremont, Hot Springs és Park megyékkel határos.

## Népesség
A megye népességének változása:
| Lakosok száma | 8540 | 8464 | 8451 | 8463 | 8328 | 7685 |
|               | 2010 | 2011 | 2012 | 2013 | 2015 | 2020 |